# Ahvenjärvi (Gällivare socken, Lappland, 742744-171929)
Ahvenjärvi är en sjö i Gällivare kommun i Lappland och ingår i Råneälvens huvudavrinningsområde.